# De Haspel
De Haspel is een plaatsje even ten zuiden van Zevenhuizen in de gemeente Westerkwartier in de provincie Groningen.
De naam verwijst naar het kanaal dat de vorm van een haspel of slinger heeft. Het kanaal is een zijtak van het Mandelige Hoofddiep. Mandelig wil zeggen dat iedere man (lees eigenaar) langs het kanaal zijn eigen deel moest onderhouden.
Het kanaal zelf heet de Haspelwijk. Vlak bij de grens met Drenthe maakt het kanaal een haakse bocht. Dit gedeelte heet Dwarshaspel.